# Hala Sultan Tekke
La Hala Sultan Tekke ou la Mosquée de Umm Haram (turc : Hala Sultan Tekkesi ; grec moderne : Τεκές Χαλά Σουλτάνας) est un sanctuaire musulman sur la rive ouest du Lac salé, près de Larnaca, à Chypre. Umm Harâm est la nourrice du prophète islamique Mahomet.
Il est composé notamment d'une mosquée, d'un mausolée, d'un minaret, d'un cimetière et d'un monastère musulman. Le terme tekke (couvent) s'applique à un bâtiment conçu spécialement pour les rencontres d'une confrérie soufi, ou tariqa. Le centre actuel  n'appartient pas à un seul mouvement religieux. Il se trouve dans un cadre paisible sur les rives du Lac salé, un site important dès la préhistoire. Hala Sultan Tekke est classée monument historique. C'était un port de toute première importance à l'âge du bronze concernant notamment le cuivre.

## Histoire

### Le site préhistorique
Au cours de la deuxième moitié du deuxième millénaire B. C, la zone de Hala Sultan Tekke a été utilisée comme cimetière par les gens qui vivaient à Dromolaxia Vizatzia, une ville à quelques centaines de mètres plus à l'ouest. Une partie de cette ville a été fouillée à partir des années 1970 par une mission archéologique suédoise et s'est avérée être un grand centre urbain de la fin de l'Âge du bronze à Chypre. Des fouilles à Hala Sultan Tekke ont été réalisées par Paul Åström dans les années 1980, puis par le professeur Peter M. Fischer, de l'Université de Göteborg, à partir de 2010. Une autre enquête archéologique menée par le Département des Antiquités sous le quartier des femmes de Hala Sultan Tekke ont révélé les vestiges d'un bâtiment daté de la fin de l'Archaïque, de l'époque Classique et de l'époque hellénistique du VIe au Ier siècle av. J.-C.,.

### Hala Sultan Tekke

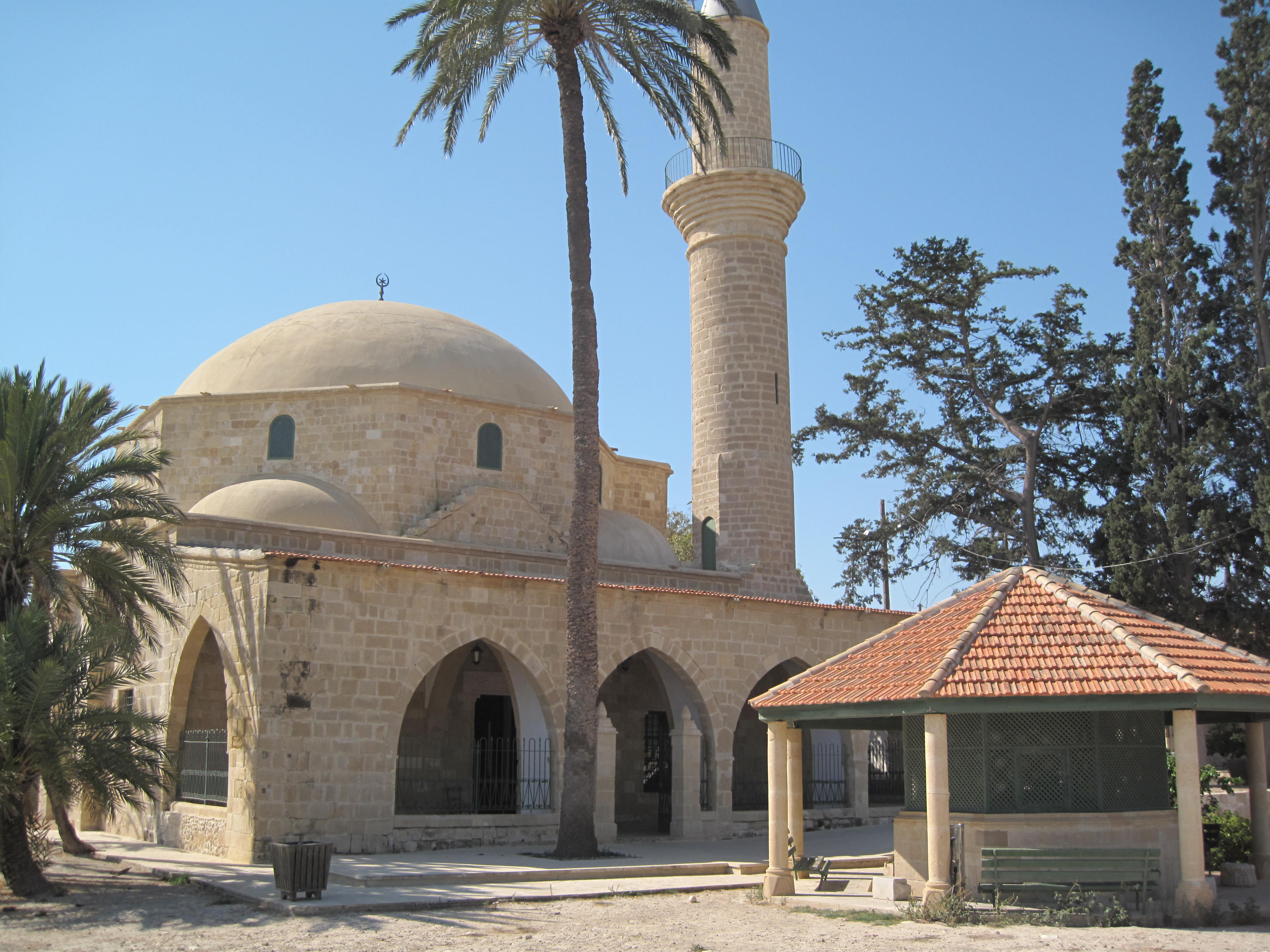
La mosquée

La plupart des chroniqueurs établissent un lien entre le site et la mort de Umm Harâm au cours de la première invasion arabe sur l'île de Chypre sous le Calife Muawiyah entre 647 et 649. Umm Harâm (turc : Hala Sultan) est la nourrice du prophète islamique Mahomet,. Selon ces chroniques, Umm Harâm, étant d'un âge très avancé, serait tombé de sa mule et serait morte lors du siège de la ville de Larnaca. Elle aurait été ensuite enterrée sur le lieu même. Selon les croyances chiites, par contre, sa tombe se trouve à l'intérieur du cimetière de Médine, Al Baqi,en Arabie Saoudite. Des recherches récentes indiquent par contre que  Umm Harâm, dans ce cas précis, est un nom propre et n'identifie pas un lien avec le prophète. Il s'agirait de la tante d'Anas ibn Malik, secrétaire de Mahomaet, et la femme d'Ubada, fils d'Ibn Samit, victime effectivement d'une chute en 647 en ce lieu.
Au cours de l'administration ottomane de Chypre,  la mosquée a été construite en plusieurs étapes autour de la tombe. Le tombeau a été découvert au XVIIIe siècle par un derviche appelé Cheikh Hasan, qui a également construit la première structure ici. Derviche Hasan réussit à convaincre l'administration et les autorités religieuses de la nature sacrée du site et construit le sanctuaire autour de la tombe, en 1760. Des clôtures en bois autour de la tombe auraient été mises en place au XIXe siècle, par le gouverneur ottoman de Chypre, Seyyid Elhac Mehmed Aga, qui ont été remplacées par des clôtures en bronze, et deux portes, par son successeur, Acem Ali Agha.
Dans une autre chronique, Giovanni Mariti, qui s'est rendu sur Chypre entre 1760-1767, écrit que le temple a été construit par le gouverneur de Chypre, Ali Agha. Selon Giovanni Mariti, jusqu'en 1760, ils ont utilisé les pierres d'une église dans un village en ruine à proximité, ainsi que des matériaux de construction. Dans une autre source, il est mentionné que la construction de la mosquée est initiée par un autre gouverneur de Chypre, Seyyid Mehmed Emin Efendi, et est achevée en novembre 1817.
Les bâtiments annexes ont été restaurés en 2004. Une deuxième étape concerne la mosquée et le minaret. Ces deux initiatives sont menées avec le soutien de la  Bi-communal Development Programme, financée par l'USAID et le PNUD, et mis en œuvre par l'UNOPS.

## Description

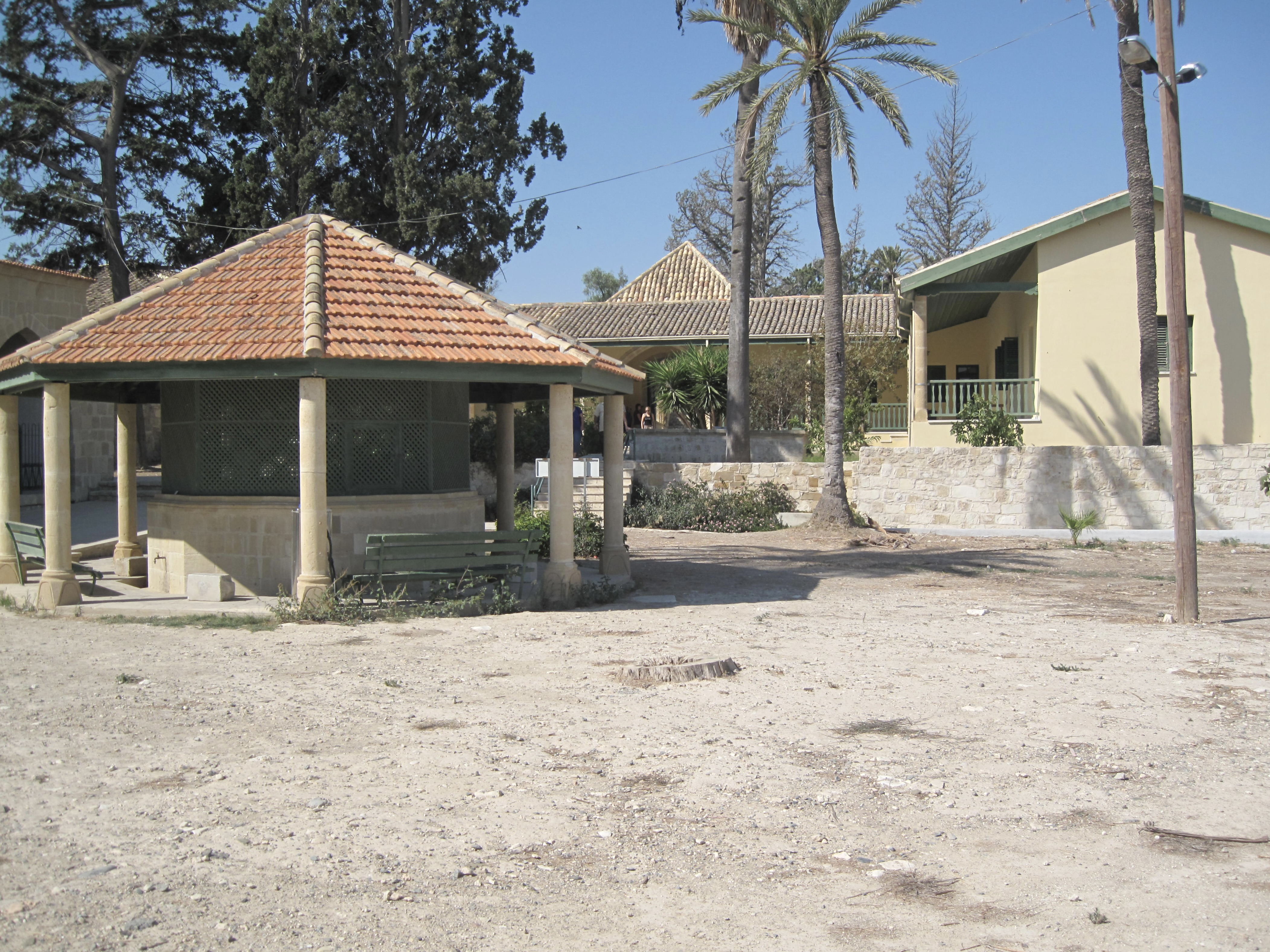

Au-dessus de la porte d'entrée du jardin, une inscription ottomane est datée du 4 mars 1813. Le monogramme du sultan Mahmoud II apparaît sur les deux côtés de l'inscription qui peut être déchiffrée ainsi : "Hala Sultan Tekke a été construit par le bien-aimé de Dieu grand gouverneur ottoman de Chypre". Le jardin lui-même a été conçu par un pacha et est dénommé le "jardin du pacha". Les bâtiments adjacents à la mosquée sont connus sous le nom de "Gülşen-Feyz" (le jardin des roses de plénitude ou de l'illumination). Vers le nord (à gauche) de l'entrée il y avait une maison pour les hommes. Sur le côté droit de l'entrée, il y avait une autre maison dont un bloc est réservé aux hommes (le Selamlik) et l'autre aux femmes (Haremlik). C'était une coutume pour les visiteurs de prendre le serment d'engagement de servir la mosquée Hala Sultan Tekke si leurs souhaits sont réalisés. Le dôme de la mosquée est de forme carrée, avec un balcon et a été construit en blocs de pierre jaunes.
Le tombeau de Umm Harâm est situé derrière le mur de la mosquée en direction de la qibla (direction de la Mecque). Il est composé de deux orthostates de 4,50 m de haut, sur lesquels repose une lourde pierre plate. Une autre inscription datée de 1760 se trouve ici. Il y a quatre autres tombes, dont deux anciens cheikhs. Un autre élément important est un sarcophage, portant la date du 12 juillet 1929. La tombe appartient à Adile Hüseyin Ali, l'épouse du Hussein bin Ali, Sharif de la Mecque de la Maison Hachémite, et petite-fille du grand vizir de l'empire Ottoman Moustapha Reschid Pacha. À l'angle de la mosquée et du monastère musulman, il y a un cimetière, qui a été fermé pour des sépultures autour de 1899. Un certain nombre d'administrateurs turcs sont enterrés ici.
En face de la mosquée, il y a une fontaine octogonale, construite autour de 1796-1797, par le gouverneur de Chypre Silahtar Kaptanbaşı Moustapha Agha. Les informations sur la construction sont mentionnées sur l'inscription en marbre située sur la fontaine. Sur une inscription datée de 1895, qui a été récemment découvert dans le jardin, il est écrit que le réseau d'eau a été construit d'après les instructions du sultan Abdülhamid II.

## Signification
Reconnu comme un site sacré pour les Chypriotes turcs musulmans,,, la mosquée est également décrite par les sources contemporaines comme étant vénéré par tous les Musulmans,,, Dans une évaluation de l'environnement et des biens culturels de Chypre, le professeur George E. Bowen, de l'Université du Tennessee, fait référence à Hala Sultan Tekke, comme le troisième lieu le plus saint pour les Musulmans dans le monde, importance soulignée également par d'autres sources,,,,. D'autres classent le site en tant que quatrième plus important,,. Le site étant situé dans la partie sud de l'île, divisée de facto en deux entités, les pèlerinages de chypriotes turcs sur le site sont limités,.
Au cours de l'Empire Ottoman, l'intérêt pour le site a été démontré par les interventions des gouverneurs. Par ailleurs, les navires battant pavillon ottoman avaient pour habitude de mettre leurs drapeaux en berne au large des côtes de la ville de Larnaca, et de saluer la mosquée et son tombeau avec des coups de canon.

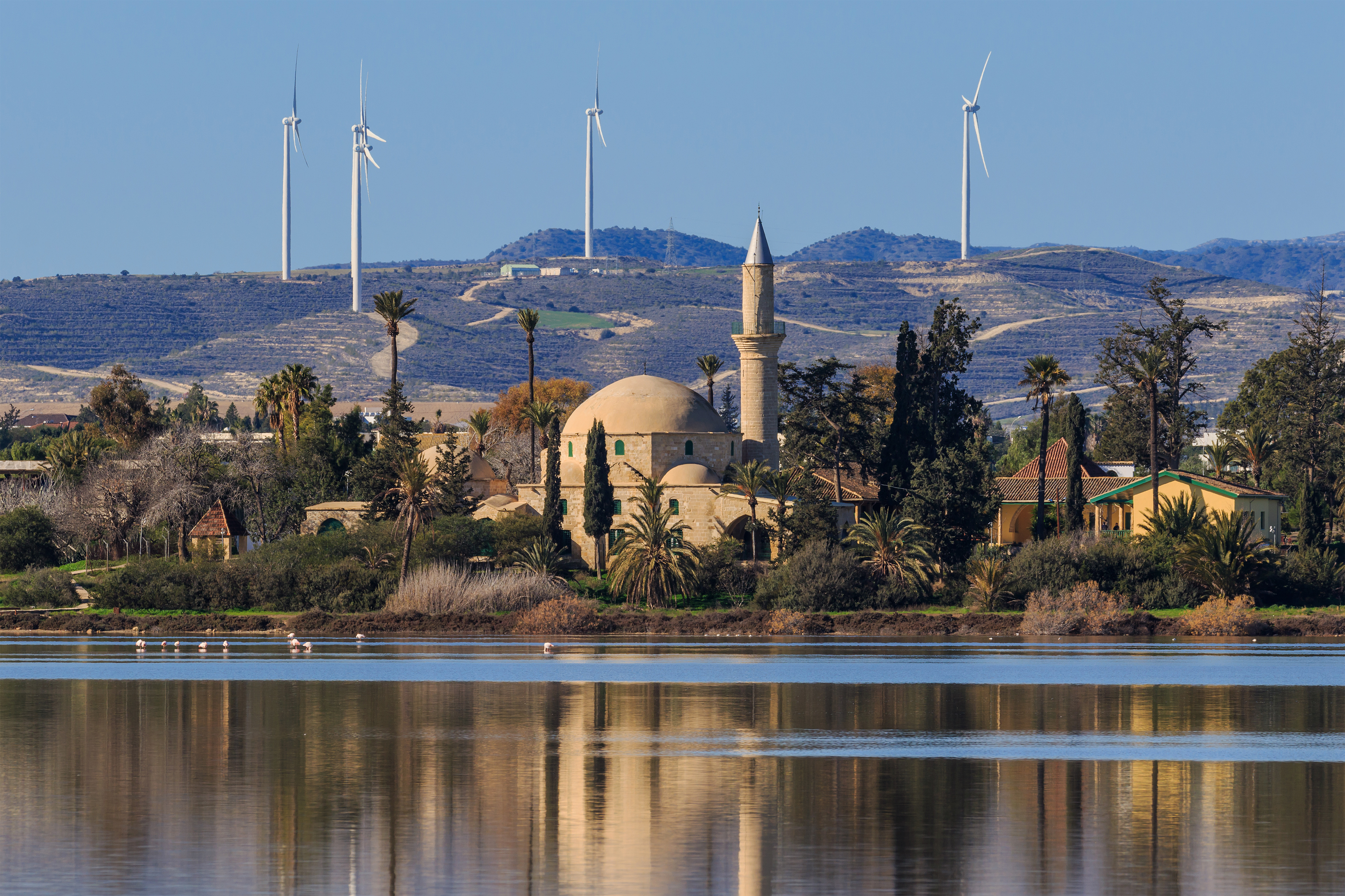
Hala Sultan Tekke avec le lac de Larnaca au premier plan
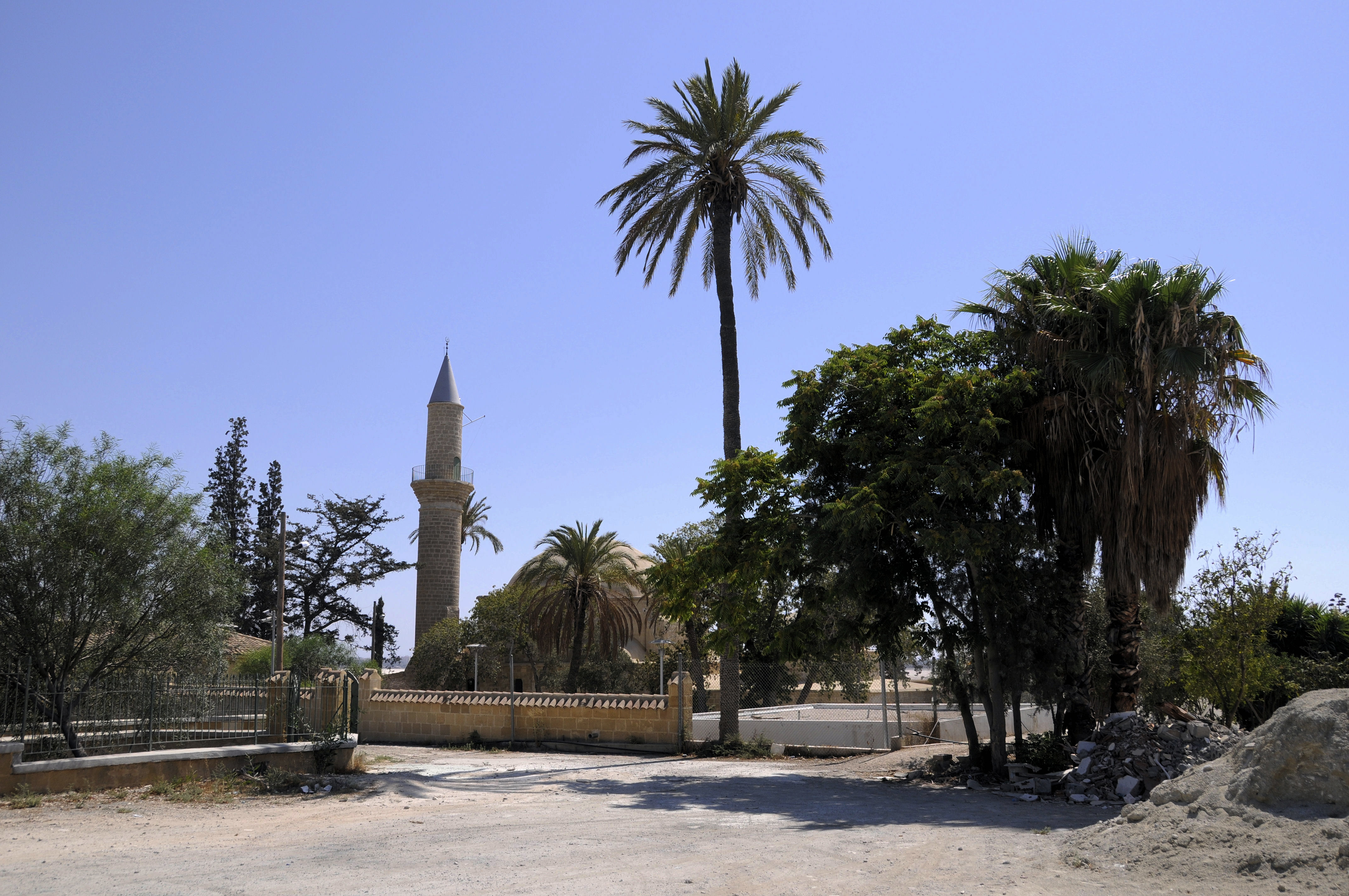
La Hala Sultan Tekke.
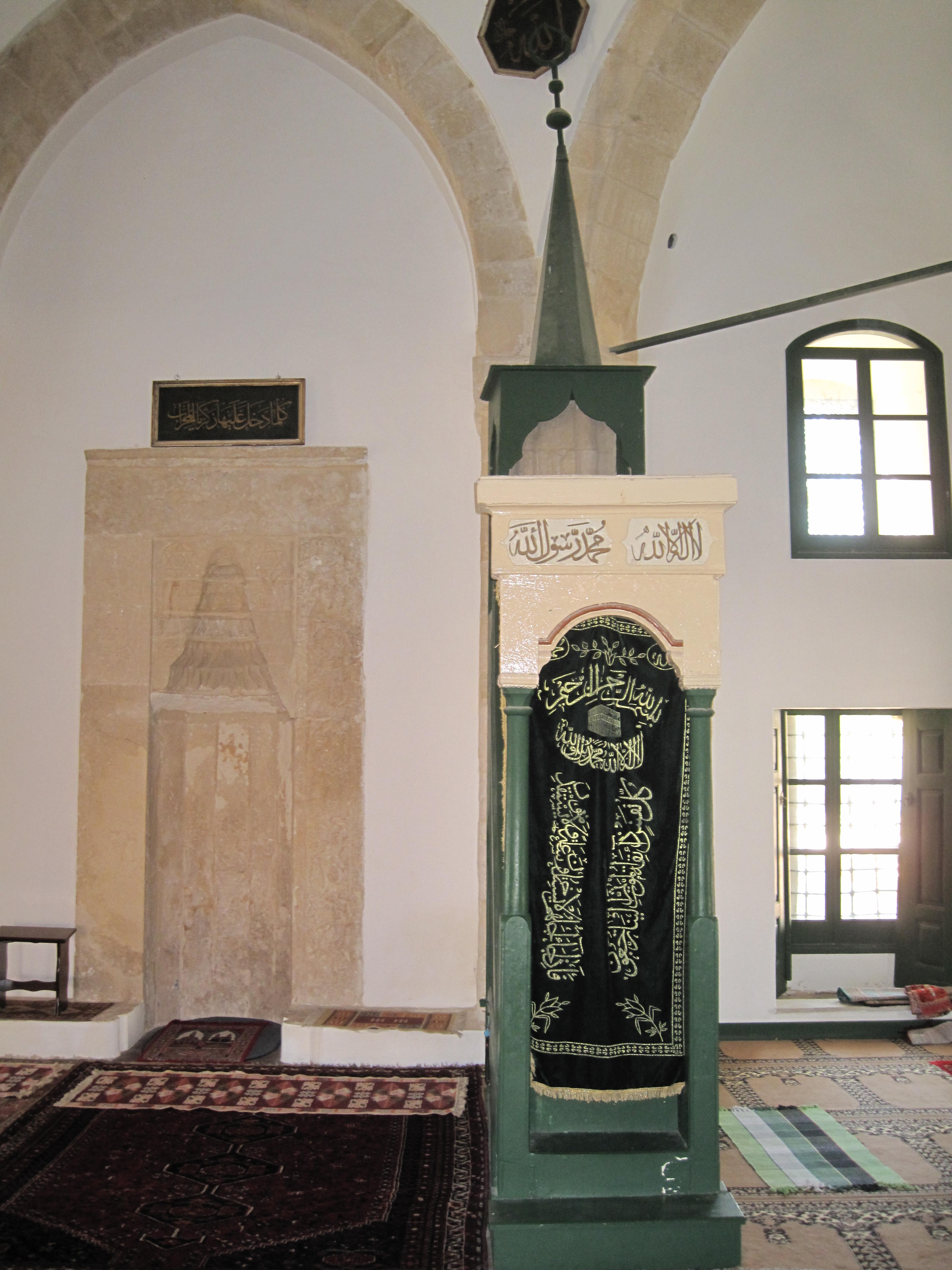
À l'intérieur de la Hala Sultan Tekke